# Turniej Kwalifikacyjny NORCECA w piłce siatkowej kobiet do Letnich Igrzysk Olimpijskich 2012
Turniej Kwalifikacyjny Ameryki Południowej w piłce siatkowej kobiet do Igrzysk Olimpijskich w Londynie odbył się w Tijuanie w dniach od 29 kwietnia do 5 maja 2012 roku. Wzięło w nim udział 8 reprezentacji narodowych, z których awans uzyskał zwycięzca turnieju.

## System rozgrywek
- W zawodach bierze udział 8 zespołów.
- Zespoły zostały podzielone na dwie grupy, w grupach rozgrywki odbywają się systemem "każdy z każdym".
- Drużyny z pierwszych miejsc w grupie automatycznie awansują do półfinału, drużyny z miejsc drugiego i trzeciego muszą rozegrać dodatkowy mecz o wejście do półfinału.
- Kwalifikację olimpijską otrzyma zwycięzca meczu finałowego.

Każdy zespół mógł zgłosić 12 zawodników do Turnieju Kwalifikacyjnego. Nie ma możliwości późniejszej zmiany zgłoszonych zawodników, nawet w przypadku kontuzji któregoś z nich.

## Drużyny uczestniczące
- Dominikana
- Kanada
- Portoryko
- Kuba
- Meksyk
- Honduras
- Kostaryka
- Trynidad i Tobago

## Rozgrywki

### Grupa A

#### Tabela
| Lp. | Drużyna    | Mecze | Mecze | Mecze | Pkt | Małe punkty | Małe punkty | Małe punkty | Sety | Sety | Sety  |
| Lp. | Drużyna    | M     | W     | P     | Pkt | zdob.       | str.        | ratio       | wyg. | prz. | ratio |
| --- | ---------- | ----- | ----- | ----- | --- | ----------- | ----------- | ----------- | ---- | ---- | ----- |
| 1   | Dominikana | 3     | 3     | 0     | 13  | 271         | 181         | 1.497       | 9    | 2    | 4.500 |
| 2   | Portoryko  | 3     | 2     | 1     | 11  | 237         | 200         | 1.185       | 7    | 3    | 2.333 |
| 3   | Kanada     | 3     | 1     | 2     | 6   | 205         | 200         | 1.025       | 4    | 6    | 0.667 |
| 4   | Honduras   | 3     | 0     | 3     | 0   | 58          | 225         | 0.258       | 0    | 9    | 0.000 |

Źródło: norceca.org
Punktacja: 3:0 – 5 pkt, 3:1 – 4 pkt, 3:2 – 3 pkt, 2:3 – 2 pkt, 1:3 – 1 pkt, 0:3 – 0 pkt
Zasady ustalania kolejności: 1. liczba zwycięstw; 2. liczba punktów; 3. stosunek małych punktów; 4. stosunek setów, 5; bilans w bezpośrednich meczach

### Wyniki
| Data  | Godz. | Drużyna 1  | Wynik | Drużyna 2 | 1     | 2     | 3     | 4     | 5 | Widzów | * |
| ----- | ----- | ---------- | ----- | --------- | ----- | ----- | ----- | ----- | - | ------ | - |
| 29.04 | 12:00 | Dominikana | 3:0   | Honduras  | 25:5  | 25:5  | 25:7  |       |   | 200    | 1 |
| 29.04 | 17.00 | Portoryko  | 3:0   | Kanada    | 25:18 | 25:14 | 25:21 |       |   | 800    | 2 |
| 30.04 | 12.00 | Portoryko  | 3:0   | Honduras  | 25:4  | 25:6  | 25:4  |       |   | 75     | 3 |
| 30.04 | 17.00 | Dominikana | 3:1   | Kanada    | 25:12 | 27:25 | 21:25 | 25:16 |   | 1000   | 4 |
| 01.05 | 12.00 | Kanada     | 3:0   | Honduras  | 25:9  | 25:10 | 25:8  |       |   | 100    | 5 |
| 01.05 | 17.00 | Dominikana | 3:1   | Portoryko | 22:25 | 26:24 | 25:19 | 25:19 |   | 750    | 6 |

### Grupa B

#### Tabela
| Lp. | Drużyna           | Mecze | Mecze | Mecze | Pkt | Małe punkty | Małe punkty | Małe punkty | Sety | Sety | Sety  |
| Lp. | Drużyna           | M     | W     | P     | Pkt | zdob.       | str.        | ratio       | wyg. | prz. | ratio |
| --- | ----------------- | ----- | ----- | ----- | --- | ----------- | ----------- | ----------- | ---- | ---- | ----- |
| 1   | Kuba              | 3     | 3     | 0     | 15  | 225         | 117         | 1.923       | 9    | 0    | MAX   |
| 2   | Meksyk            | 3     | 2     | 1     | 10  | 190         | 199         | 0.955       | 6    | 3    | 2.000 |
| 3   | Kostaryka         | 3     | 1     | 2     | 4   | 191         | 229         | 0.834       | 3    | 7    | 0.429 |
| 3   | Trynidad i Tobago | 3     | 0     | 3     | 0   | 179         | 240         | 0.746       | 1    | 9    | 0.111 |

Źródło: norceca.org
Punktacja: 3:0 – 5 pkt, 3:1 – 4 pkt, 3:2 – 3 pkt, 2:3 – 2 pkt, 1:3 – 1 pkt, 0:3 – 0 pkt
Zasady ustalania kolejności: 1. liczba zwycięstw; 2. liczba punktów; 3. stosunek małych punktów; 4. stosunek setów, 5; bilans w bezpośrednich meczach

### Wyniki
| Data  | Godz. | Drużyna 1 | Wynik | Drużyna 2         | 1     | 2     | 3     | 4     | 5 | Widzów | *  |
| ----- | ----- | --------- | ----- | ----------------- | ----- | ----- | ----- | ----- | - | ------ | -- |
| 29.04 | 14:00 | Kuba      | 3:0   | Trynidad i Tobago | 25:15 | 25:7  | 25:12 |       |   | 200    | 7  |
| 29.04 | 19.00 | Meksyk    | 3:0   | Kostaryka         | 25:21 | 25:23 | 25:14 |       |   | 950    | 8  |
| 30.04 | 14.00 | Kuba      | 3:0   | Kostaryka         | 25:22 | 25:15 | 25:6  |       |   | 300    | 9  |
| 30.04 | 19:00 | Meksyk    | 3:0   | Trynidad i Tobago | 25:14 | 25:19 | 25:23 |       |   | 900    | 10 |
| 01.05 | 14.00 | Kostaryka | 3:1   | Trynidad i Tobago | 25:19 | 25:22 | 15:25 | 25:13 |   | 150    | 11 |
| 01.05 | 19.00 | Kuba      | 3:0   | Meksyk            | 25:17 | 25:14 | 25:9  |       |   | 950    | 12 |

### Ćwierćfinały
| Data  | Godz. | Drużyna 1 | Wynik | Drużyna 2 | 1     | 2     | 3     | 4 | 5 | Widzów | *  |
| ----- | ----- | --------- | ----- | --------- | ----- | ----- | ----- | - | - | ------ | -- |
| 02.05 | 17:00 | Portoryko | 3:0   | Kostaryka | 25:12 | 25:12 | 25:9  |   |   | 200    | 13 |
| 02.05 | 19.00 | Meksyk    | 0:3   | Kanada    | 17:25 | 18:25 | 18:25 |   |   | 6 300  | 14 |

### Mecze o miejsca 5-8
| Data  | Godz. | Drużyna 1         | Wynik | Drużyna 2 | 1     | 2     | 3     | 4 | 5 | Widzów | *  |
| ----- | ----- | ----------------- | ----- | --------- | ----- | ----- | ----- | - | - | ------ | -- |
| 04.05 | 12:00 | Honduras          | 0:3   | Kostaryka | 11:25 | 9:25  | 11:25 |   |   | 50     | 15 |
| 04.05 | 19.00 | Trynidad i Tobago | 0:3   | Meksyk    | 13:25 | 16:25 | 24:26 |   |   | 200    | 16 |

### Mecz o 7. miejsce
| Data  | Godz. | Drużyna 1 | Wynik | Drużyna 2         | 1     | 2     | 3     | 4 | 5 | Widzów | *  |
| ----- | ----- | --------- | ----- | ----------------- | ----- | ----- | ----- | - | - | ------ | -- |
| 05.05 | 12:00 | Honduras  | 0:3   | Trynidad i Tobago | 10:25 | 15:25 | 23:25 |   |   | 75     | 17 |

### Mecz o 5. miejsce
| Data  | Godz. | Drużyna 1 | Wynik | Drużyna 2 | 1     | 2     | 3     | 4 | 5 | Widzów | *  |
| ----- | ----- | --------- | ----- | --------- | ----- | ----- | ----- | - | - | ------ | -- |
| 05.05 | 14:00 | Kostaryka | 0:3   | Meksyk    | 15:25 | 21:25 | 22:25 |   |   | 350    | 18 |

### Półfinały
| Data  | Godz. | Drużyna 1  | Wynik | Drużyna 2 | 1     | 2     | 3     | 4     | 5 | Widzów | *  |
| ----- | ----- | ---------- | ----- | --------- | ----- | ----- | ----- | ----- | - | ------ | -- |
| 04.05 | 14:00 | Kuba       | 3:1   | Portoryko | 23:25 | 25:17 | 25:19 | 25:22 |   | 350    | 19 |
| 04.05 | 17.00 | Dominikana | 3:0   | Kanada    | 25:15 | 25:18 | 25:15 |       |   | 400    | 20 |

### Mecz o 3. miejsce
| Data  | Godz. | Drużyna 1 | Wynik | Drużyna 2 | 1     | 2     | 3     | 4     | 5     | Widzów | *  |
| ----- | ----- | --------- | ----- | --------- | ----- | ----- | ----- | ----- | ----- | ------ | -- |
| 05.05 | 17:00 | Portoryko | 3:2   | Kanada    | 25:20 | 20:25 | 25:14 | 23:25 | 15:11 | 800    | 21 |

### Finał
| Data  | Godz. | Drużyna 1 | Wynik | Drużyna 2  | 1     | 2     | 3     | 4     | 5 | Widzów | *  |
| ----- | ----- | --------- | ----- | ---------- | ----- | ----- | ----- | ----- | - | ------ | -- |
| 05.05 | 19:00 | Kuba      | 1:3   | Dominikana | 18:25 | 23:25 | 29:27 | 20:25 |   | 1 100  | 22 |

## Klasyfikacja końcowa
| Miejsce | Reprezentacja     |
| ------- | ----------------- |
| 1       | Dominikana        |
| 2       | Kuba              |
| 3       | Portoryko         |
| 4       | Kanada            |
| 5       | Meksyk            |
| 6       | Kostaryka         |
| 7       | Trynidad i Tobago |
| 8       | Honduras          |

### Nagrody indywidualne
| MVP                 | Najlepsza punktująca | Najlepsza atakująca | Najlepsza blokująca | Najlepsza zagrywająca | Najlepsza rozgrywająca | Najlepsza przyjmująca | Najlepsza libero | Najlepsza broniąca |
| ------------------- | -------------------- | ------------------- | ------------------- | --------------------- | ---------------------- | --------------------- | ---------------- | ------------------ |
| Bethania de la Cruz | Sarah Pavan          | Yoana Palacios      | Annerys Vargas      | Yanelis Santos        | Vilmarie Mojica        | Brenda Castillo       | Brenda Castillo  | Itzel Gaytan       |